# Фако (департамент)
Фако (фр. Fako) — один из 6 департаментов Юго-Западного региона Камеруна. Находится в южной части региона, занимая площадь в 2 093 км².
Именно здесь находится активный вулкан Камерун
Также является округом в непризнанном государстве Амбазония, со столицей Витория (соответствует Камерунскому Лимбе)

Департамент Фако на карте Юго-Западного региона

## Административное деление
Департамент Фако подразделяется на 5 коммун:
1. Буэа (фр. Buéa)
2. Иденау (фр. Idenau)
3. Лимбе (фр. Limbé) (городская коммуна со специальным статусом)
4. Муюка (фр. Muyuka)
5. Тико (фр. Tiko) Административным центром департамента является город Лимбе (фр. Limbé).[1] На юге и западе омывается Биафрским заливом, граничит с департаментами: Ндиан (на северо-западе), Меме (на севере), Мунго (на востоке) и Вури (на юго-востоке).